# Gustav Hansson i Gårda
Gustav Wilhelm Hansson, Hansson i Gårda, född 6 april 1878 i Skaraborgs län, död 4 oktober 1932 i Örgryte, skomakarmästare och politiker (socialdemokrat).
Hansson var verksam som skomakare i Göteborg 1894-1907 innan han skaffade sig en egen skomakarfirma som låg i Gårda (då tillhörande Örgryte landskommun).
Hansson var ledamot av riksdagens andra kammare 1915-1921, invald i Göteborgs och Bohus läns södra valkrets. Han valdes därefter in i första kammaren åren 1922-1932 av Göteborgs stad. Han var även ledamot av Örgryte kommunfullmäktige åren 1914-1921.